# Петрококкинос, Деметриос
Деме́триос Петроко́ккинос (греч. Δημήτριος Πετροκόκκινος; 17 апреля 1878, Лондон, Великобритания — 10 февраля 1942) — греческий теннисист, серебряный призёр летних Олимпийских игр 1896 года.

## Спортивные достижения
Петрококкинос участвовал в двух турнирах на Играх — в одиночном и парном. В первом состязании, он проиграл Евангелосу Раллису. В парном соревновании он играл вместе с другим греком Дионисиосом Касдаглисом. В четвертьфинале они обыграли пару греков Константиноса Паспатиса и Евангелоса Раллиса, в полуфинале британца Джорджа Робертсона и австралийца Тедди Флэка. Но в финале они проиграли британцу Джона Пия Боланда и немцу Фридриха Трауна со счётом 1:2, выиграв серебряные медали.